# Johan Cornelis Gerard Boot
Johan Cornelis Gerard Boot (Arnhem, 17 augustus 1811 - Amsterdam, 17 december 1901) was een Nederlands latinist, hoogleraar aan het Amsterdamse Athenaeum Illustre van 1851-1870, en van 1877-1881 buitengewoon hoogleraar Latijn aan de Universiteit van Amsterdam.
Boot was de oudere broer van Cornelis Hendrik Boudewijn Boot. Hij volgde twee jaar onderwijs aan het Athenaeum Illustre in Deventer. Na een reis langs de Rijn studeerde hij in Leiden zowel letteren als rechten, waarin hij in 1836 promoveerde. In 1831 onderbrak hij zijn studie om deel te nemen aan de Tiendaagse Veldtocht tegen België. 
In 1839 werd hij rector te Leeuwarden. Gedurende deze jaren vertaalde hij de beroemde Latijnse grammatica van de Deen Madvig in het Nederlands. In 1851 werd hij hoogleraar Grieks, Latijn, Geschiedenis en Antiquiteiten aan het Amsterdamse Athenaeum, een functie waaruit hij zich in 1870 terugtrok. Al bevatte Boots leeropdracht ook het Grieks, zijn belangstelling lag met name bij het Latijn, waarbij hij een bijzondere aandacht voor Neolatijnse dichters had. Van 1877 tot 1881 was hij weer actief bij de pas opgerichte Universiteit van Amsterdam. In 1888 werd hem een eredoctoraat aan de Universiteit van Bologna toegekend. De Universiteitsbibliotheek is onder meer verrijkt met de particuliere collectie van prof. dr. J.C.G. Boot; de bibliotheek van het Klassiek Seminarie wordt in de wandelgangen "Boot" genoemd.

## Enkele publicaties
- 1835: Commentatio Historica De Pericle eiusque in civitatem Atticam meritis. (Bekroonde inzending op een prijsvraag uitgeschreven door de Universiteit Utrecht. Boot was toen nog student.
- 1836: Disputatio historico-litteraria inauguralis de bello sacro Phocensi. (Proefschrift ter verkrijging van de doktersgraad in de letteren.)
- 1836: Disputatio juridica inauguralis ad locum juris Romani de captis et redemptis ab hostibus. (Proefschrift ter verkrijging van de doktersgraad in de rechten.)
- 1851: Oratio de perpetua philologiae dignitate. Inaugurele rede bij de aanvaarding van zijn hoogleraarschap te Amsterdam.
- 1857: Oratio prima in Catilinam. Hierin verdedigt Boot Cicero's auteurschap van de eerste van de vier Catilinarische redevoeringen.
- 1865: M. Tullii Ciceronis Epistolarum ad T. Pomponium Atticum libri XVI. Uitgave van Cicero's brieven aan Atticus.
- 1872: Nicolai Heinsii Italica. Uitgave van de uit 1648 stammende Latijnse elegieën van Heinsius.
- 1873: De Latijnsche brieven van Constantijn Huygens.